# Nature Reviews Genetics
Nature Reviews Genetics ist eine monatlich erscheinende Fachzeitschrift, die von der Nature-Verlagsgruppe herausgegeben wird. Die Erstausgabe erschien im Oktober 2000. Die Zeitschrift veröffentlicht Artikel zu aktuellen Themen aus allen Bereichen der Genetik: Genomik, funktionale Genomik, evolutionäre Genetik, genetische Technologie, Genexpression, multifaktorielle Genetik, Erkrankungen, Chromosomenbiologie, Epigenetik, Entwicklungsbiologie, Systembiologie und Netzwerke sowie ethische, legale und soziale Implikationen der Genetik und Genomik.
Der Impact Factor des Journals lag im Jahr 2014 bei 36,978. Nach der Statistik des ISI Web of Knowledge wird das Journal mit diesem Impact Factor in der Kategorie Genetik und Vererbung an erster Stelle von 167 Zeitschriften geführt.
Herausgeberin ist Louisa Flintoft, die hauptberuflich für die Zeitschrift arbeitet.